# Pfälzisches Wörterbuch
Das Pfälzische Wörterbuch ist ein großlandschaftliches Dialektwörterbuch für das Gebiet der Pfalz sowie exemplarisch die pfälzisch geprägten Siedlungsdialekte in Südost- und Osteuropa (Batschka, Banat, Galizien, Bukowina, Schwarzmeergebiet) sowie in Nordamerika (Pennsylvania).

## Typus
Das Pfälzische Wörterbuch ist ein Wörterbuch für den wissenschaftlichen Gebrauch und für den interessierten Laien. Es ist vorwiegend synchron orientiert (Stand der Mundarten Ende des 19. und erste Hälfte des 20. Jahrhunderts), beinhaltet in Auswahl jedoch auch historische Belege aus archivalischen Quellen (Urkunden, Güterverzeichnisse, Weistümer, Inventarien usw.). Erfasst wird der Gesamtwortschatz der pfälzischen Basisdialekte sowie örtliche Umgangssprachen und koareale Soziolekte (Handwerker-, Händler-, Gaunersprachen u. a.). Die Namenüberlieferung (Personen-, Orts- und Flurnamen) wird nur fragmentarisch dokumentiert.
Benachbarte großlandschaftliche Wörterbücher sind nach Nordwesten das Rheinische Wörterbuch, nach Nordosten das Südhessische Wörterbuch, nach Osten das Badische Wörterbuch, nach Süden das Wörterbuch der elsässischen Mundarten und nach Südwesten das Wörterbuch der deutsch-lothringischen Mundarten.

## Geschichte
- Gründung des Unternehmens 1912/13 im Zuge der Wörterbuchgründungen der Akademie der Wissenschaften in München:
  - Bayerisches Wörterbuch für Altbayern
  - Fränkisches Wörterbuch für das bayerische Franken
  - Pfälzisches Wörterbuch für die damals bayerische Pfalz
- Erste Sammelarbeiten kamen durch den Ersten Weltkrieg und Nachkriegswirren ins Stocken
- 1925 Bestellung von Ernst Christmann als hauptamtlichem Sammler und Einrichtung einer Wörterbuchkanzlei
- 1925 bis 1935 Hauptsammelphase (86 Fragebögen)
- 1936 bis 1954 Stagnation durch Weggang Christmanns und Zweiter Weltkrieg
- Nach dem Zweiten Weltkrieg Übernahme in die Zuständigkeit der neu gegründeten Akademie der Wissenschaften und der Literatur zu Mainz
- 1954 Julius Krämer beginnt die Weiterarbeit (Ergänzungsfragebögen, Ordnung des Materials)
- 1965 Beginn der Publikation
- 1981 J. Krämer scheidet aus Altersgründen aus, Nachfolger Rudolf Post
- Das sechsbändige Pfälzische Wörterbuch wurde im Jahre 1998 mit einem Beiheft abgeschlossen

Die Materialien können weiterhin in der Sammlung des Instituts für pfälzische Geschichte und Volkskunde in Kaiserslautern eingesehen werden.
In dem Projekt „Wörterbuchnetz“, das im „Kompetenzzentrums für elektronische Erschließungs- und Publikationsverfahren in den Geisteswissenschaften“ an der Universität Trier entsteht, wurde eine Online-Version des Pfälzischen Wörterbuchs erstellt, die mit anderen Wörterbüchern vernetzt ist.
Im Anschluss an das vollendete sechsbändige Werk wurde von Rudolf Post im Jahre 2000 noch das einbändige Kleine Pfälzische Wörterbuch herausgegeben, das „einen Überblick über wichtige interessante Wörter im Pfälzischen“ bietet.

## Publikation
- Band 1 (A – C) 1968
- Band 2 (D – F) 1975
- Band 3 (G – J) 1980
- Band 4 (K – M) 1986
- Band 5 (L – Schw) 1993
- Band 6 (Se – Z) 1997
- Beiheft (Quellenverzeichnis, Register u. a.) 1998.